# Shocker
Shocker ist ein US-amerikanischer Horrorfilm des Regisseurs Wes Craven aus dem Jahr 1989.

## Handlung
Ein Serienmörder sucht die Vororte von Los Angeles heim. Hauptverdächtiger ist der Fernsehmonteur Horace Pinker. Als ihm Detective Parker auf die Spur kommt, ermordet Pinker Parkers Frau, seinen Sohn und seine Tochter. Parkers Adoptivsohn Jonathan hat zu Pinker eine telepathische Verbindung. Er kann seinen Vater zu Pinker führen. Bei der geplanten Verhaftung kann Pinker, nachdem er mehrere Polizisten getötet hat, entkommen. Pinker will nun Jonathans Freundin Allison töten.
Wieder kann Jonathan die Polizei zu Pinker führen, der gerade eine Entführung durchführt. Diesmal wird er verhaftet und in einem schnellen Verfahren zum Tode auf dem elektrischen Stuhl verurteilt. Noch vor der Urteilsvollstreckung gibt Pinker bekannt, dass Jonathan sein Sohn sei. Jonathan habe ihm damals ins Knie geschossen, um zu verhindern, dass er seine Mutter töte.
Pinker hat einen Vertrag mit dem Teufel. Er stirbt bei der Exekution nicht, sondern wird zu purer Elektrizität, sodass er seiner mörderischen Tätigkeit weiterhin nachgehen kann. Durch seine Fähigkeit, Elektrizität als Weg zu seinen Opfern zu nutzen – er kommt durch das Fernsehen zu den Leuten – ist er für die Polizei nicht zu fassen. Mit Hilfe von Allison kann Jonathan Pinker aufhalten, indem er die Energieversorgung kappt. Durch Einsatz einer Fernbedienung kann er dem mörderischen Treiben Pinkers ein Ende setzen und ihn im wahrsten Sinne des Wortes ausschalten.

## Hintergrund
Der Film ist in den USA zuerst als „X-Rated“ bewertet worden. Um als „R-Rated“ in die Kinos zu kommen und damit mehr Zuschauer ansprechen zu können, waren 13 Anträge bei dem amerikanischen Pendant der Filmbewertungsstelle vonnöten. Die Indizierung des Films wurde im April 2016 nach Ablauf der 25-Jahrsfrist wieder aufgehoben. Im Mai 2017 wurde die Altersfreigabe auf 16 herabgesetzt.
In Deutschland wurde der Film auf Videocassette und 1994 auf Video-CD veröffentlicht. Die VCD-Version konnte auf dem Amiga CD32, 3DO und CD-i-Playern sowie MPEG-fähigen Computern abgespielt werden.
Es gibt einige Cameo-Auftritte im Film: Heather Langenkamp, die mit Craven einige Male gearbeitet hat, spielt ein Mordopfer. Weitere Gastauftritte haben: Richard Brooks, der Psychologe Timothy Leary und der als „Data“ aus Raumschiff Enterprise – Das nächste Jahrhundert bekannte Brent Spiner. Mitch Pileggi, der die Figur des Horace Pinker darstellt, wurde zu einem späteren Zeitpunkt in der Rolle des stellvertretenden FBI-Direktors Walter Skinner in der Serie Akte X einem breiteren Publikum bekannt.
Die deutsche Band Bonfire steuerte mit dem von Paul Stanley (Kiss), Bruce Kulick (damals Mitglied bei Kiss) und Desmond Child geschriebenen Titel Sword and Stone ein Lied zum Soundtrack bei. Stanley und Child sind neben Tommy Lee Teil der „Dudes of Wrath“, die zwei Lieder (Shocker und Shockdance) beisteuerten. Einen weiteren Titel lieferte Megadeth mit dem Alice-Cooper-Cover No More Mr. Nice Guy.

## Kritiken
Das Lexikon des internationalen Films bezeichnete Shocker als eine „[b]lutrünstige, thematisch überfrachtete Horrormär, die die trivialen Muster des Genres wild durcheinanderwirbelt; gegen Ende gerät sie in die Nähe der Selbstparodie, ohne dadurch attraktiver zu werden“. Das Fazit von Cinema lautete: „Schräger Horrortrip von Altmeister Craven“.